# 世田米町
世田米町（せたまいまち）は、昭和30年（1955年）まで岩手県気仙郡に存在していた町。現在の住田町世田米にあたる。

## 沿革
- 1889年（明治22年）4月1日 - 町村制施行にともない、旧来の世田米村単独で村制施行。
- 1940年（昭和15年）4月29日 - 町制施行により、世田米町となる。
- 1947年（昭和22年）4月 - 世田米町立世田米中学校を創設（同町立世田米小学校内に併設）[1]。また、同中学大股分校を設置[1]。
- 1950年〈昭和25年） - 町立世田米中学校大股分校を廃止し、町立大股中学校として独立[1]。
- 1955年（昭和30年）4月1日 - 上有住村・下有住村と合併し、住田町となる。

## 行政

### 歴代村長
| 代      | 氏名         | 就任                       | 退任                       | 備考 |
| ------- | ------------ | -------------------------- | -------------------------- | ---- |
| 1       | 泉田平松     | 明治22年（1889年）5月11日  | 明治26年（1893年）5月10日  |      |
| 2       | 泉田健吉     | 明治26年（1893年）5月17日  | 明治30年（1897年）5月16日  |      |
| 3       | 菅野大造     | 明治30年（1897年）6月2日   | 明治32年（1899年）5月22日  |      |
| 4       | 泉田平右衛門 | 明治32年（1899年）6月13日  | 明治33年（1900年）2月24日  |      |
| 5       | 山内春之助   | 明治33年（1900年）4月4日   | 明治34年（1901年）6月21日  |      |
| 6 - 8   | 横沢忠蔵     | 明治34年（1901年）9月2日   | 大正2年（1913年）9月1日    |      |
| 9       | 泉田健吉     | 大正2年（1913年）9月6日    | 大正4年（1915年）5月28日   | 再任 |
| 10 - 11 | 菅野大造     | 大正4年（1915年）8月25日   | 大正12年（1923年）8月24日  | 再任 |
| 12      | 泉田嘉右衛門 | 大正12年（1923年）10月29日 | 昭和2年（1927年）10月28日  |      |
| 13      | 中里久七     | 昭和2年（1927年）10月29日  | 昭和4年（1929年）5月10日   |      |
| 14 - 16 | 山内喜左衛門 | 昭和4年（1929年）7月6日    | 昭和14年（1939年）10月29日 |      |
| 17      | 菅野伊太郎   | 昭和15年（1940年）1月11日  | 昭和15年（1940年）4月28日  |      |

### 歴代町長
| 代    | 氏名       | 就任                      | 退任                       | 備考         |
| ----- | ---------- | ------------------------- | -------------------------- | ------------ |
| 1 - 3 | 菅野伊太郎 | 昭和15年（1940年）4月29日 | 昭和21年（1946年）11月22日 | 村長より留任 |
| 4 - 5 | 菊池伊蔵   | 昭和22年（1947年）4月6日  | 昭和30年（1955年）3月31日  |              |